# Bülend Ulusu
Saim Bülend Ulusu (* 7. Mai 1923 in Istanbul; † 23. Dezember 2015 ebenda) war ein türkischer Admiral und Ministerpräsident unter der Militärdiktatur General Evrens.

## Leben
Saim Bülend Ulusu erreichte 1974 den höchsten Admiralsrang der türkischen Marine. Von 1977 bis 1980 war er Marine-Oberbefehlshaber.

## Militärputsch
Am 12. September 1980 putschte das Militär unter General Evren gegen die zivile Regierung von Ministerpräsident Süleyman Demirel. Das Kriegsrecht wurde verhängt und eine Militärregierung eingesetzt. Ulusu übte ab dem 21. September 1980 das Amt des türkischen Ministerpräsidenten aus. Siehe auch: Kabinett Ulusu.
Nach der Zulassung von Wahlen in der Türkei endete seine Amtszeit am 13. Dezember 1983, und Turgut Özal von der ANAP übernahm das Amt des Ministerpräsidenten.

## Menschenrechtsverletzungen
Der Militärregierung werden von zahlreichen Bürgerrechtlern massive Menschenrechtsverletzungen vorgeworfen. Hunderte Politiker wurden zwischen 1980 und 1983 in Haft oder Hausarrest genommen, tausende Regimekritiker gefoltert und hunderte mutmaßliche Staatsfeinde exekutiert.
Die Zahlen differieren je nach Quelle geringfügig. Demnach wurden gut 600.000 Personen verhört und mehr als 200.000 vor Gericht gestellt. Die Gerichte sprachen mehrere hundert Todesurteile aus, von denen 50 vollstreckt wurden. Etwa 300 Personen kamen unter mysteriösen Umständen ums Leben, in 171 Fällen gilt ein Tod durch Folter als belegbar. Andere starben an den Folgen schlechter Haftbedingungen oder begingen (angeblich) Selbstmord. Mehr als 10.000 Personen wurde die Staatsbürgerschaft aberkannt, Tausende verloren aus politischen Gründen ihren Arbeitsplatz.